# Aneksja obwodów chersońskiego, donieckiego, ługańskiego i zaporoskiego przez Rosję

Obwody chersoński, zaporoski, doniecki i ługański zaznaczone kreskowaniem

Aneksja obwodów chersońskiego, donieckiego, ługańskiego i zaporoskiego przez Rosję nastąpiła 30 września 2022 roku, kiedy Federacja Rosyjska podpisała traktaty akcesyjne formalnie anektując częściowo okupowane obwody ukraińskie: chersoński (z niewielkimi fragmentami obwodu mikołajowskiego), zaporoski, doniecki, ługański (dwa ostatnie były samozwańczymi republikami – DRL i ŁRL) do swojego składu.
Łącznie te cztery regiony stanowią około 15% terytorium Ukrainy. W momencie aneksji Rosja nie kontrolowała w pełni żadnego z czterech regionów, w których toczyły się w tym czasie działania wojenne. Od rozpoczęcia rosyjskiej inwazji na Ukrainę 24 lutego 2022 roku znaczna część ludności uciekła z terenu obwodów frontowych. Aneksję sformalizowano w Moskwie podczas oficjalnej ceremonii w obecności szefów kolaboracyjnych władz obwodowych Leonida Pasecznika, Dienisa Puszylina, Jewhena Bałyckiego i Wołodymyra Saldo oraz prezydenta Rosji Władimira Putina.
Aneksja nastąpiła po potępionych przez ONZ głosowaniach zorganizowanych przez rosyjskie władze w czterech obwodach Ukrainy. Przyłączenie tych terytoriów do Rosji zostało powszechnie potępione i pozostaje nieuznawane przez większość społeczności międzynarodowej. Ukraina, Unia Europejska i Organizacja Narodów Zjednoczonych stwierdziły, że aneksja nie ma wartości prawnej i w świetle prawa międzynarodowego jest działaniem nielegalnym.
Aneksja czterech ukraińskich obwodów sformalizowała utworzenie mostu lądowego pomiędzy Rosją kontynentalną a okupowanym Krymem, który Rosja zaanektowała w 2014 roku.

## Tło
W okresie istnienia Imperium Rosyjskiego cztery obwody wchodziły w skład guberni charkowskiej, chersońskiej, jekaterynosławskiej, taurydzkiej oraz Obwodu Wojska Dońskiego. Zostały one zreorganizowane na przestrzeni lat w okresie rządów komunistycznych, gdy Ukraińska SRR była częścią Związku Radzieckiego. Granice obwodów pozostały niezmienione po uzyskaniu przez Ukrainę niepodległości w 1991 roku.
W lutym i marcu 2014 roku Rosja najechała, a następnie zaanektowała ukraiński Krym. W nielegalnym głosowaniu 16 marca 2014 roku 97% głosujących miało opowiedzieć się za wcieleniem półwyspu do Federacji Rosyjskiej.
W kwietniu 2014 roku prorosyjscy separatyści na wschodniej Ukrainie przy wsparciu Rosji ogłosili utworzenie Donieckiej Republiki Ludowej (w obwodzie donieckim na Ukrainie) i Ługańskiej Republiki Ludowej (w obwodzie ługańskim na Ukrainie). Działania te stanowiły początek wojny w Donbasie.
21 lutego 2022 roku Rosja oficjalnie uznała Doniecką Republikę Ludową i Ługańską Republikę Ludową za niepodległe państwa. Trzy dni później Rosja rozpoczęła inwazję na Ukrainę na pełną skalę, podczas której rozpoczęła okupację części obwodów chersońskiego, donieckiego, ługańskiego i zaporoskiego.

## Głosowanie i aneksja

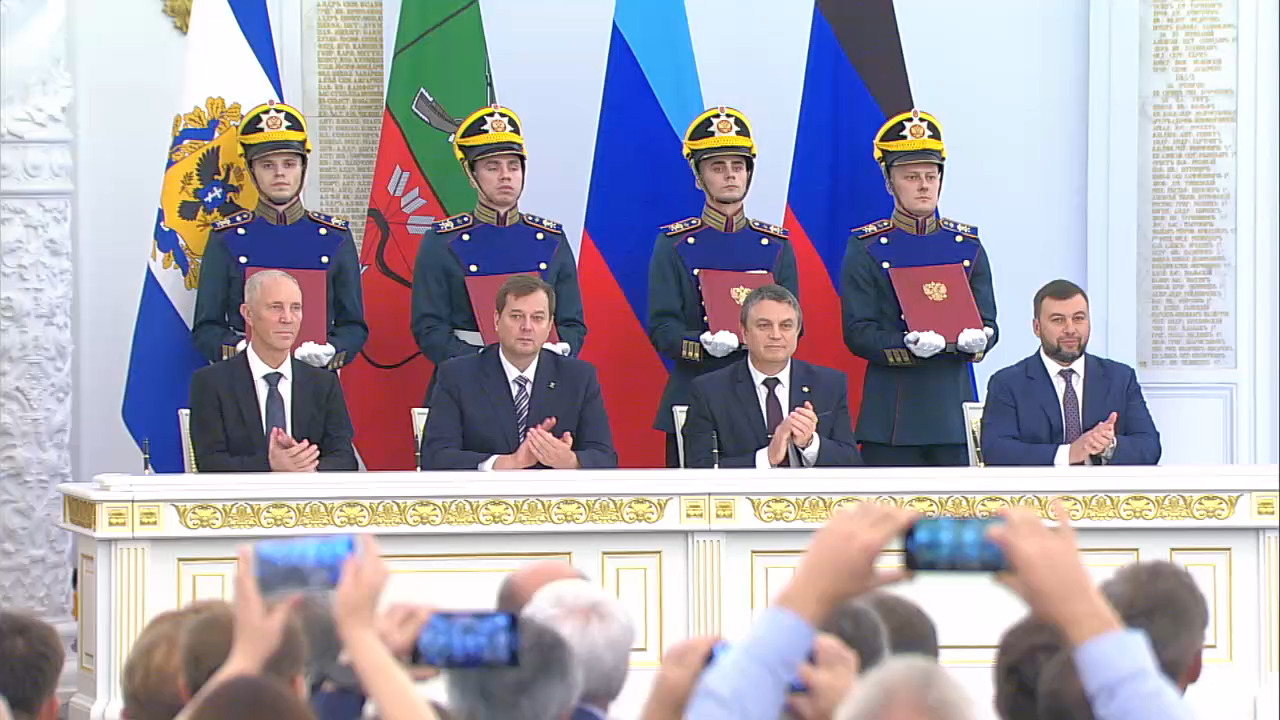
Zdjęcie z ceremonii aneksji, która odbyła się w Moskwie, przedstawiające czterech przywódców władz okupacyjnych anektowanych obwodów

20 września 2022 roku władze separatystycznych Donieckiej i Ługańskiej Republiki Ludowej oraz administracje okupacyjne obwodów chersońskiego i zaporoskiego ogłosiły, że w dniach 23–27 września odbędą się „referenda” w sprawie przyłączenia się do Rosji. 27 września rosyjscy urzędnicy oświadczyli, że „referendum” w obwodzie zaporoskim zostało zatwierdzone, przy czym 93,11% wyborców opowiedziało się za przystąpieniem do Federacji Rosyjskiej. 29 września poinformowano, że następnego dnia, czyli 30 września, Rosja dokona formalnej aneksji obwodów ługańskiego, donieckiego, zaporoskiego i chersońskiego.
Niektóre szacunki sugerują, że odbudowa zaanektowanych terytoriów mogłaby kosztować rosyjskie władze od 100 do 200 miliardów dolarów amerykańskich. Opublikowany 29 września przez Kreml budżet państwa ujawnił, że na odbudowę regionów przeznaczono 3,3 miliarda rubli (około 56 mln USD). Burmistrz Mariupola oszacował szkody wyrządzone samemu miastu na 14 miliardów dolarów.
Terytorium, które formalnie zaanektowała Rosja, wynosi ponad 90 000 km², czyli około 15% całkowitej powierzchni Ukrainy, co odpowiada mniej więcej wielkości Węgier czy Portugalii.
Pomimo formalnej aneksji, Rosja nie przejęła w pełni terytorium żadnego z czterech obwodów. W wyniku kontrofensyw sił ukraińskich w obwodach charkowskim i chersońskimUkraina wyzwoliła część formalnie anektowanych przez Rosję terytoriów w obwodach chersońskim i ługańskim, w tym miasto Chersoń, jedyną stolicę obwodową zajętą przez siły rosyjskie w czasie pełnoskalowej inwazji w 2022 roku.
Putin w przemówieniu 30 września ogłosił, że Rosja zaanektowała cztery okupowane obwody Ukrainy. Tego samego dnia Siły Zbrojne Federacji Rosyjskiej dokonały ataku rakietowego na kolumnę humanitarną w Zaporożu, stolicy obwodu zaporoskiego, zabijając 32 osoby i raniąc 92 kolejne. Przed proklamacją rzecznik Kremla Dmitrij Pieskow oświadczył, że atak na nowo zaanektowane terytorium zostanie uznany za atak na Rosję.

## Reakcje
Podsekretarz Generalna ONZ ds. Politycznych i Budowania Pokoju Rosemary DiCarlo skrytykowała głosowanie zorganizowane przez władze rosyjskie uznając, że miało ono na celu „uwiarygodnienie próby przejęcia siłą przez jedno państwo terytorium innego państwa”. DiCarlo uznała, że takie działania nie mogą zostać „uznane za legalne w świetle prawa międzynarodowego”.
Na posiedzeniu Rady Bezpieczeństwa Organizacji Narodów Zjednoczonych 30 września 2022 roku nad rezolucją potępiającą rosyjską aneksję ukraińskich terytoriów 10 państw zagłosowało za, 4 wstrzymały się od głosu, a Rosja jako stały członek RB ONZ zawetowała uchwałę.
Stany Zjednoczone i Unia Europejska potępiły nielegalną aneksję czterech regionów Ukrainy i ogłosiły nowe sankcje wobec Rosji. Prezydent USA Joe Biden nazwał aneksję „oszukańczą próbą” przejęcia terytorium Ukrainy. Premier Holandii Mark Rutte powiedział, że „Holandia nigdy nie uzna tej aneksji, podobnie jak [aneksji] Krymu”.
12 października 2022 roku 143 ze 193 członków Zgromadzenia Ogólnego ONZ głosowało za rezolucją potępiającą aneksję czterech obwodów Ukrainy przez Rosję.

Wyniki głosowania Zgromadzenia Ogólnego ONZ na temat potępienia aneksji czterech obwodów Ukrainy przez Rosję, 12 października 2022 roku
Za
Przeciw
Wstrzymali się od głosu
Nieobecni
Brak członkostwa w ONZ

| Za Przeciw Wstrzymali się od głosu Nieobecni Brak członkostwa w ONZ |

## Skutki
Przyłączenie czterech ukraińskich obwodów do Rosji zostało przez Władimira Putina określone jako „nieodwracalne”. W dzień aneksji rosyjski przywódca wezwał władze Ukrainy do natychmiastowego przerwania działań wojennych i rozpoczęcia rozmów pokojowych. Kilka godzin po formalnej aneksji prezydent Ukrainy Wołodymyr Zełenski, premier Denys Szmyhal i przewodniczący Werchownej Rady Rusłan Stefanczuk oficjalnie ogłosili, że Ukraina oficjalnie rozpocznie proces prowadzący do członkostwa w NATO w trybie przyspieszonym. Według sondażu Kijowskiego Międzynarodowego Instytutu Socjologii opublikowanego 15 września 2022 roku aż 87% Ukraińców sprzeciwiało się jakimkolwiek ustępstwom terytorialnym wobec Rosji.
Mieszkańcy opanowanych przez rosyjską armię części czterech obwodów otrzymali rosyjskie obywatelstwo z formalną możliwością zrzeczenia się go w ciągu miesiąca od aneksji. 20 października 2022 roku rosyjskie władze wprowadziły stan wojenny na terenie czterech anektowanych obwodów.